# Виктор Золотурнский
Виктор (III век) — мученик из Золотурна. День памяти — 30 сентября.
Имя святого Виктора связывают с Фиванским легионом и с именем св. Урса из Золотурна. Считается, что св. Виктор претерпел мучения и был убит при императоре Диоклетиане.
Мощи святого почивают в Золотурне и иных городах Швейцарии. В его честь, в частности, освящён собор в Золотурне.